# 澳門選舉制度
澳門選舉制度指的是澳門行政長官選舉和澳門立法會選舉。

## 行政長官選舉
澳門行政長官的任期為五年，得到選舉委員會六分之一的提名比例即可成為候選人，參與選舉。

### 2012年選舉法修改
全國人民代表大會常務委員會於2012年6月30日批准《〈中華人民共和國澳門特別行政區基本法〉附件一澳門特別行政區行政長官的產生辦法修正案》（以下簡稱附件一修正案），從而完成了修改《澳門基本法》附件一的法定程序。

通過修改《行政長官選舉法》，於2012年9月11日正式生效，主要內容包括：將選舉委員會由原來300人組成，增加至2014年選舉第四任行政長官人選的選委會共400人組成；適當分配選委會各界別或界別分組的委員名額，兼顧社會各階層各界別的利益；在選委會人數增加至400人的情況下，行政長官候選人的提名人數由50名選委會委員增加至66人，以維持原規定六分之一的提名比例；將選委會委員選舉中法人選民的投票人數由11人增至22人；取消選委會委員選舉中的“自動當選”機制。

## 立法會選舉

立法會選舉標誌

澳門立法會是由33名議員組成，任期為4年，其中直接選舉產生的議員14名；間接選舉產生的議員12名；由行政長官委任的議員7名。

### 直接選舉
政治社團或由300至500名本身為有投票資格選民組成的提名委員會，有權提出候選名單。而年滿18周歲且為澳門特別行政區永久性居民的自然人，如已作選民登記並被登載於本年一月展示的選民登記冊的選民，可在立法會選舉中選出14名直選議員。

### 間接選舉
提名委員會須最少由該選舉組別被登錄於本年一月展示的選民登記冊內的法人總數的百分之20組成，如計算所得數字並非整數，則以上一個較小的整數為準。提名委員會可透過其受託人提出候選名單。
間選議席按下列選舉組別產生：（一）工商、金融界選舉組別產生4名議員；（二）勞工界選舉組別產生2名議員；（三）專業界選舉組別產生3名議員；（四）社會服務及教育界選舉組別產生1名議員；（五）文化及體育界選舉組別產生2名議員。

### 議席產生方法
兩種選舉中，得票數目轉換為議席的方法是：把每張候選名單的得票數按名單內候選人的排名序除以1、2、4、8及續後以一倍遞增之數，以此方法為各張候選名單的候選人計算出一個決定其能否取得議席的商數，繼而將各個商數由大至小排列，按大者先得原則進行議席配給，一個商數獲配給一個議席，直至全部議席配給完盡為止。
為最後一個議席進行配給時，如果遇上商數相同的情況，該議席配給尚未取得議席的有關名單；如果各張名單均已取得議席，該議席配給予得票較多的有關名單；又如果各有關名單的得票數也相同，則以抽籤方式決定。

### 行政長官委任
7名議員由行政長官於收到總核算結果後15日內委任。

## 全國人民代表大會代表
澳區全國人大代表是代表澳門特別行政區人民在中華人民共和國的最高權力機構全國人民代表大會中，行使國家立法權的代表，代表名額為12人。按照《澳門特別行政區基本法》規定，澳門特別行政區居民中的中國公民依法參與國家事務的管理。根據全國人民代表大會確定的代表名額和代表產生辦法，由澳門特別行政區居民中的中國公民在澳門選出澳門特別行政區的全國人民代表大會代表，參加最高國家權力機關的工作。
澳區全國人大代表的產生和內地不同，每屆的代表是依據上一屆全國人民代表大會通過的《選舉辦法》所選出的。
澳區全國人大代表是由選舉辦法所提名、之後正式選舉出12人，報送全國人民代表大會常務委員會代表資格審查委員會審查，由全國人大常委會確認代表資格，公佈代表名單。

## 選舉投票日列表

### 葡屬澳門時期
| 年度 | 投票日  | 投票日   | 投票日 |
| 年度 | 立法會  | 市政議會 |        |
| ---- | ------- | -------- | ------ |
| 1976 | 待查    |          |        |
| 1980 | 待查    |          |        |
| 1984 | 待查    |          |        |
| 1988 | 待查    |          |        |
| 1989 |         | 待查     |        |
| 1991 | 3月10日 |          |        |
| 1992 | 9月30日 |          |        |
| 1993 |         | 待查     |        |
| 1996 | 9月22日 |          |        |
| 1997 |         | 待查     |        |

### 澳門特別行政區時期（包括成立前的過渡期選舉）
| 年度 | 投票日                   | 投票日                            | 投票日     |
| 年度 | 立法會                   | 行政長官                          | 選舉委員會 |
| ---- | ------------------------ | --------------------------------- | ---------- |
| 1999 | 9月20日（直選組別）      | 5月15日                           |            |
| 2001 | 9月23日                  |                                   |            |
| 2004 |                          | 8月29日                           | 6月27日    |
| 2005 | 9月25日                  |                                   |            |
| 2009 | 9月20日                  | 7月26日                           | 4月26日    |
| 2013 | 9月15日                  |                                   |            |
| 2014 |                          | 8月24日至31日（民間公投） 8月31日 | 6月29日    |
| 2017 | 9月17日                  |                                   |            |
| 2019 | 11月24日（工商、金融界） | 8月11日至23日（民間投票） 8月25日 | 6月16日    |
| 2021 | 9月12日                  |                                   |            |
| 2024 |                          | 10月13日                          | 8月11日    |

## 外部連結
- 澳門選舉 （页面存档备份，存于）
- 澳門行政長官選舉 （页面存档备份，存于）
- 立法會選舉 （页面存档备份，存于）